# استاد جانشین
استاد جانشین Regent Master,(Magister regens) عنوانی بود که در دانشگاه‌های قرون وسطی به دانشجویی که مدرک کارشناسی ارشد گرفته بود اعطا می‌شد. این مدرک صرفاً به معنای حق تدریس بود، حقی که می‌توانست در دانشگاه پاریس تنها توسط صدراعظم کلیسای نوتردام یا صدراعظم سنت ژنویو اعطا شود. طبق شورای سوم لاتران، که در سال ۱۱۷۹ برگزار شد، این اجازه تدریس باید به‌طور رایگان و به همه متقاضیان واجد شرایط اعطا می‌شد.
اگر عضو جدید در دانشگاه می‌ماند و به مشارکت فعال در تدریس آن ادامه می‌داد، او را معلم تمرینی می‌نامیدند. با این حال، اگر او به دنبال شغل دیگری می‌گشت، تبدیل به یک عضو غیرقانونی می‌شد. نمونه ای از نایب استاد، ویلیام ووریلونگ، فیلسوف فرانسوی قرون وسطی بود. قبل از توسعه این عنوان در اروپا، گواهینامه‌ها بر اساس اخلاقیات داده می‌شد.